# Fanodemo
Fanodemo, figlio di Diillo del demo di Timetade (in greco antico: Φανόδημος?, Phanódēmos; Atene, prima del 373/372 a.C. – dopo il 329/328 a.C.), è stato uno storico ateniese, uno degli attidografi, padre dello storico Diillo.

## Biografia
Si sa che fu membro della Boulé di Atene nel 343/342 a.C., dunque all'epoca doveva avere almeno trent'anni. Secondo Felix Jacoby forse fu governatore dell'isola di Ico, così come Androzione fu governatore dell'isola di Amorgo. Sembra che non abbia ricoperto alcuna carica pubblica di rilievo, ma il suo interesse preminente per la religione potrebbe, sempre secondo Jacoby, indurre a definirlo "ministro del culto pubblico e dell'educazione" di Licurgo. Tra il 332/331 a.C. e il 329/328 a.C. si occupò dell'Amphiareion di Oropo (città restituita agli Ateniesi dopo la Battaglia di Cheronea del 338 a.C.), avendo come colleghi, tra gli altri, Demade e Licurgo stesso.

## Opere
Fanodemo scrisse:
- un’Attide (Ἀτθίς) in almeno IX libri, di cui restano alcuni frammenti (FGrHist 325), prevalentemente di argomento sacro e mitologico (si sa del resto che Licurgo tendeva ad utilizzare elementi della storia patria attica per fini etici), con spiccata tendenza all'esaltazione di Atene; secondo Jacoby l'opera fu cominciata tra il 340 e 335 a.C.;[2]
- un'opera sull'isola di Ico (Ἰκιακά), citata da Stefano di Bisanzio,[4] di cui non restano frammenti; l'isola di Ico viene menzionata anche nel fr. 178 Pfeiffer degli Aitia di Callimaco,[5] sembra molto probabile che Callimaco conoscesse l'opera di Fanodemo e che qui la citi velatamente.[2]

## Edizioni
- (EN, GRC) Felix Jacoby, Phanodemos von Athen (Thymaitadai) (325), in Die Fragmente der griechischen Historiker, Berlino, Weidmann, 1923-1958.